# Nelson, Arizona
Nelson är en ort i Pima County i delstaten Arizona, USA.